# ماريا لويزا دي بارما
     لشخصية أخرى تحمل اسم ماريا لويزا، طالع ماريا لويزا (توضيح).

ماريا لويزا دي بارما (بالإسبانية: María Luisa de Parma)‏ قرينة ملك إسبانيا كارلوس الرابع، وابنة عمه. هي حفيدة لويس الخامس عشر ملك فرنسا وأخت فرديناند دوق بارما، وبالمثل فهي ابنة عم ملوك فرنسا أمثال لويس السادس عشر ولويس الثامن عشر وشارل العاشر. وتعد آخر ملكة في الحكم الأرستقراطي في إسبانيا.
| سبقه ماريا أماليا من ساكسونيا | ملكة إسبانيا القرينة 1806 - 1808 | تبعه جولي كلاري |

## معرض صور

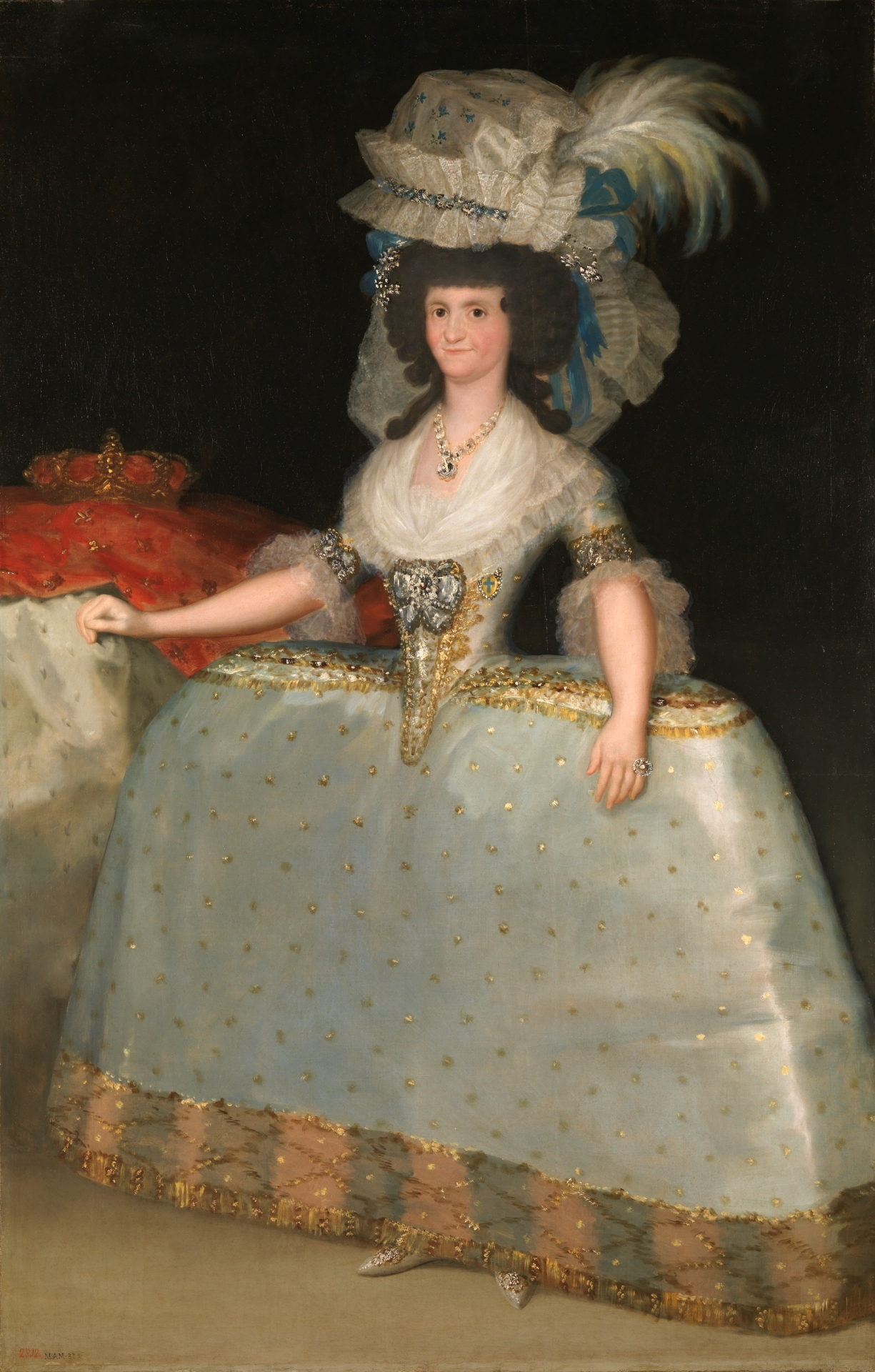
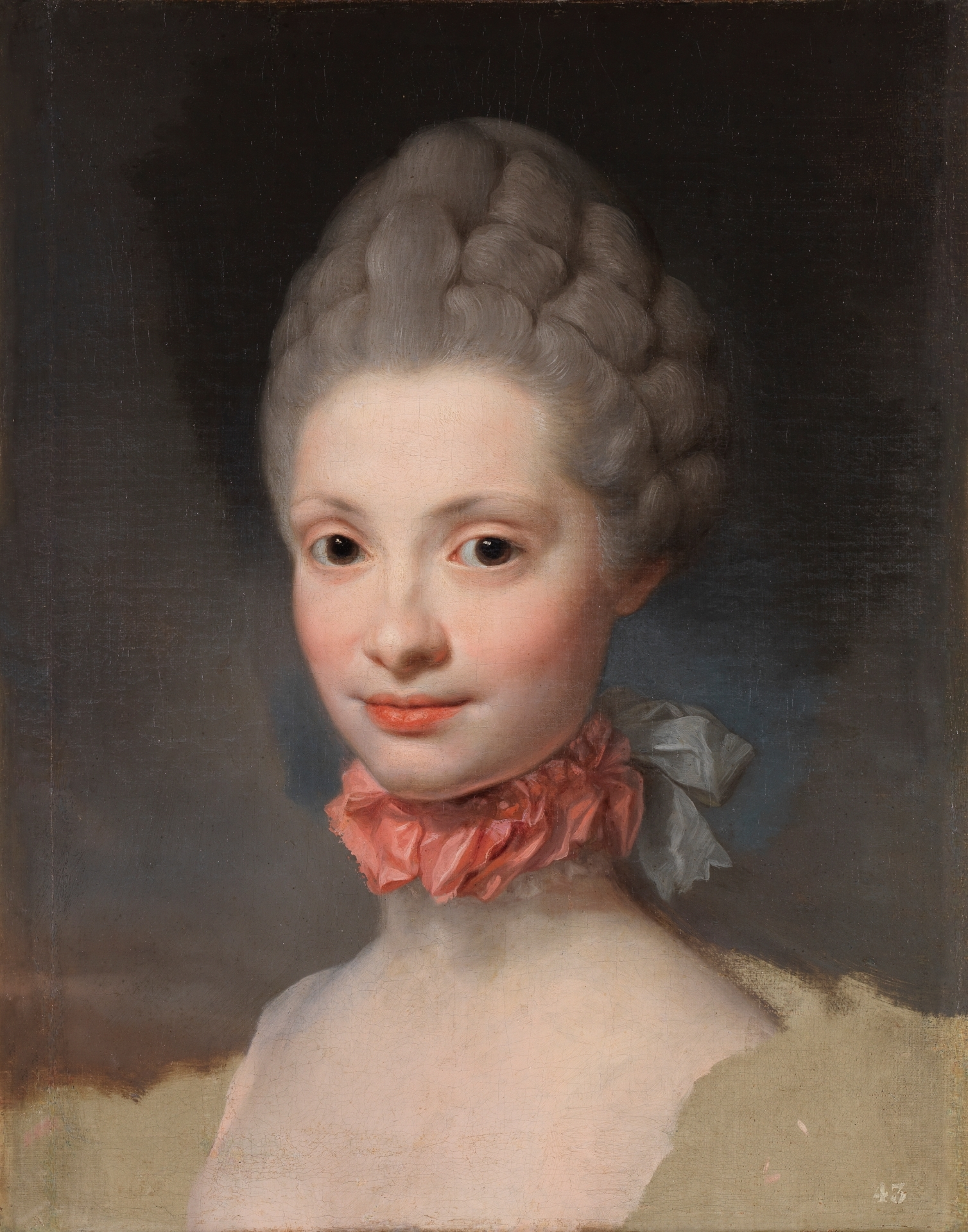
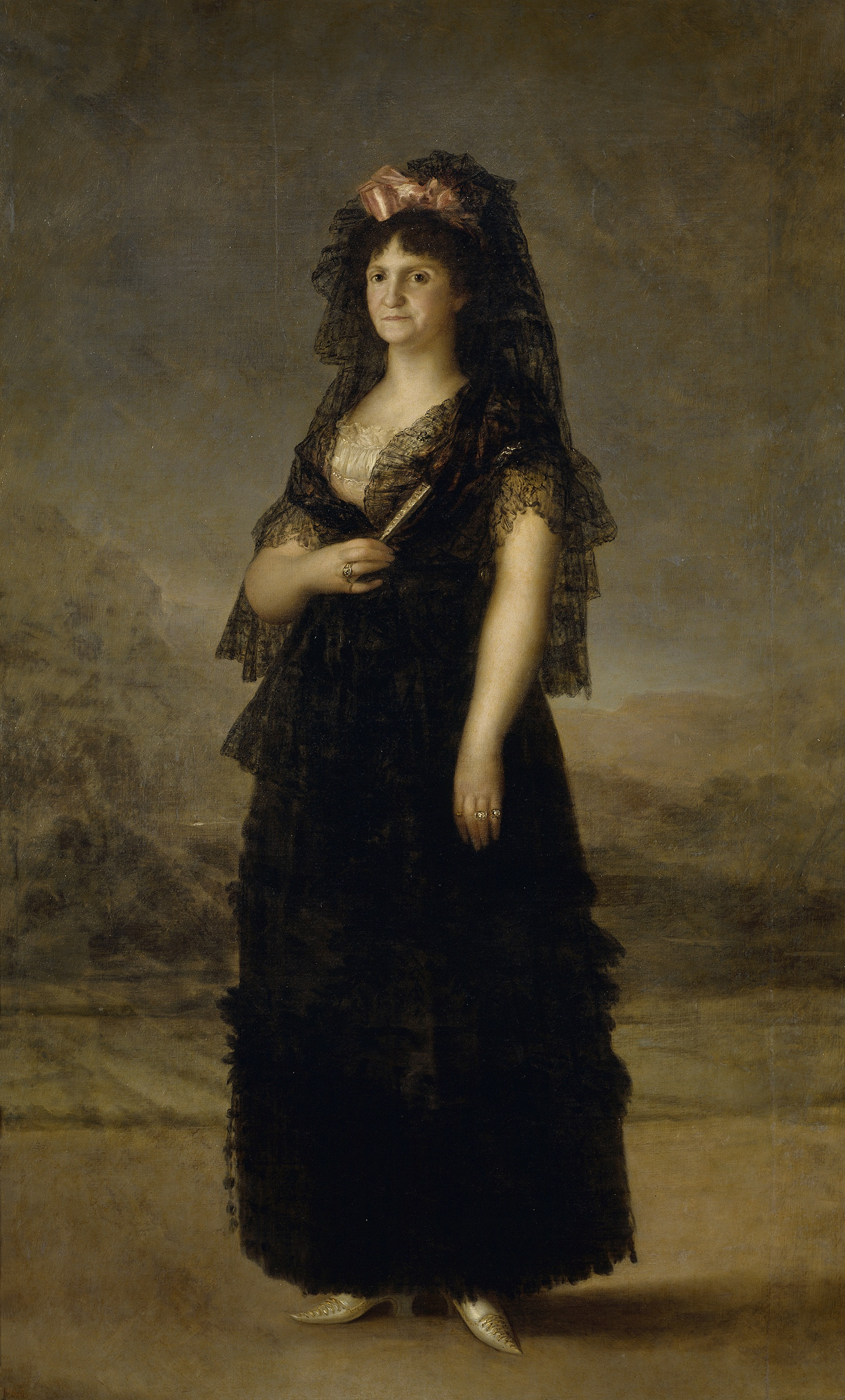

## روابط خارجية
- ماريا لويزا دي بارما على موقع الموسوعة البريطانية (الإنجليزية)